# Politica Islandei
Politica Islandei este una executată de un sistem parlamentar al unei republici practicând o democrație reprezentativă cu partide multiple, având puterea divizată (ca în majoritatea republicilor moderne) în trei entități, puterea executivă, puterea legislativă și cea puterea juridică. 
Puterea executivă este exercitată de un prim ministru, care este liderul guvernului într-un sistem politic multi-partid.  Puterea legislativă este exercitată primordial de către parlamentul Islandei, Althing, respectiv în parte de către guvern.  În timp ce puterea legislativă este parțial împărțită în republica insulară, puterea juridică este total independentă de executiv și legislativ. 

## Puterea executivă

### Președintele, primul ministru și guvernul
Puterea executivă este împărțită între președintele Islandei, care este un conducător mai mult reprezentativ și, într-un fel, ceremonial (cu excepțiile prevăzute de constituția țării) și prim ministrul  Islandei, care este - împreună cu guvernul - un conducător efectiv, de zi cu zi. 
| Deținătorii funcțiilor | Deținătorii funcțiilor | Deținătorii funcțiilor | Deținătorii funcțiilor    |
| Funcție                | Nume                   | Partid                 | Data începerii mandatului |
| ---------------------- | ---------------------- | ---------------------- | ------------------------- |
| Președinte             | Ólafur Ragnar Grímsson |                        | 1 august 1996             |
| Prime Minister         | Geir Haarde            | SSF                    | 15 iunie 2006             |

Președintele Islandei, ales pentru o perioadă de 4 ani, este șeful statului dar are puteri limitate, fiind o persoană care exercită un rol mai mult de reprezentare a țării, funcționând mai ales ca un diplomat și evident în calitatea de șef de stat.  Conducerea efectivă este exercitată de guvernul Islandei, care este condus de un prim ministru, care de obicei este și liderul partidului care câștigă alegerile.  Din ziua de 15 iunie 2006, noul prim ministru al țării este Geir Haarde, datorită demisiei fostului șef al executivului, Halldór Ásgrímsson, în ziua de 5 iunie 2006. 
Guvernul este numit oficial de către președintele țării după alegerile generale pentru parlament, Althing, dar, de fapt, este constituit de către partidele politice care dețin majoritatea în Alhing.  Prin liderii lor, proporțional cu locurile deținute (Athing are 63 de locuri), se ia o hotărâre de comun acord privind viitoarea componență a guvernului, al cărui viitor prim ministru va fi liderul partidului politic majoritar al alianței sau coaliției.  Apoi, utilizând exact configurația guvernamentală propusă de partidele politice câștigătoare ale alegerilor, președintele numește guvernul. 
Doar dacă liderii partidelor nu sunt capabili să ajungă la o concluzie acceptabilă și acceptată într-un interval rezonabil de timp, președintele are dreptul și puterea, conform Constituției Islandei, de a numi guvernul singur.  Acest lucru nu s-a întâmplat niciodată, de când Islanda a devenit republică independentă în 1944, dar există un anumit tip de precedent.  
În anul 1942, regentul țării, Sveinn Björnsson, care a fost instalat în acea funcție de către Althing în 1941, ca urmare a declarație de independență a Islandei, a numit un guvern neparlamentar.  Regentul avea, pentru evidente motive practice și pragmatice, puterile unui președinte.  De altfel, Sveinn Björnsson a și devenit primul președinte al Islandei în 1944. 
Guvernele Islandei republicane au fost întotdeauna coaliții a două sau mai multe partide, din moment ce nici unul din partidele politice islandeze nu a avut vreodată după 1944 majoritatea în parlament.  Actualul guvern este bazat, evident, pe o alianță.

### Recente tendințe politice
Ca urmare a alegerilor pentru consiliile locale din 1994, partenerii coaliției guvernamentale, partidul conservativ, Partidul Independenței (PI), și Partidul Social-Democrat (PSD) au pierdut suportul alegătorilor în întreaga țară, incluzând capitala Reykjavik, care fusese tradițional "bastionul" Partidului Independenței. 
Din aprilie 1995, după alegerile parlamentare, în care a pierdut patru locuri, din totalul celor 63 ale Althing-ului, coaliției PI - PSD i-a rămas controlul parlamentului, dar cu o majoritate simplă.  După aceste alegeri, primul ministru și liderul Partidului Independenței, Davíð Oddsson,  a decis să formeze o coaliție parlamentară cu Partidul Progresiv, asigurându-și astfel o majoritate mai stabilă și mai puternică de 40 de locuri, decât dacă ar fi avut o alianță politică cu PI. 
Datorită părerilor și tendințelor divergente din interiorul partidului referitoare la economia Islandei precum și la rolul posibil al acesteia în Uniunea Europeană (UE), PSD a suferit și pentru faptul că a fost singurul partid islandez care a susținut aderarea Islandei la UE.

## Puterea legislativă
Puterea legislativă a Islandei este exercitată de un parlament unicameral, numit Alþingi sau Althing, care deși nu a funcționat oficial între 1799 și 1844, poate fi considerat cel mai vechi parlament funcțional din lume, fiind fondat în 930.  Între 1799 și 1844, când Islanda era, împreună cu Norvegia, parte a regatului danez, Alþingi a fost dizolvat oficial, iar funcția sa a fost transferată prin decret regal danez Curții Supreme de Justiție a Islandei.  După 1844, Althing a fost repus în funcție oficial.  În realitate, a fost mereu funcțional, întrucât membrii marcanți ai diferitelor comunități au continuat să se întâlnească periodic neîntrerupt. 

## Puterea judiciară
Puterea juridică constă din Curtea Supremă de Justiție a Islandei (în islandeză, Hæstiréttur Íslands) și sistemul de curți de justiție districtuale.  Cei nouă membri ai Hæstiréttur sunt aleși pe viață, fiind propuși de către președintele țării și aprobați de către parlament.  Constituția Islandei prevede explicit ca ramura judiciară a conducerii țării să fie total independentă de cea executivă și de cea legislativă.

## Diviziuni administrative
Islanda este divizată în 23 de comitate (sýslur, la singular sýsla) și respectiv 14 orașe independente* (kaupstaðir, singular kaupstaður): Akranes*, Akureyri*, Árnessýsla, Austur-Barðastrandarsýsla, Austur-Húnavatnssýsla, Austur-Skaftafellssýsla, Borgarfjarðarsýsla, Dalasýsla, Eyjafjarðarsýsla, Gullbringusýsla, Hafnarfjörður*, Húsavík*, Ísafjörður*, Keflavík*, Kjósarsýsla, Kópavogur*, Mýrasýsla, Neskaupstaður*, Norður-Ísafjarðarsýsla, Norður-Múlasýsla, Norður-Þingeyjarsýsla, Ólafsfjörður*, Rangárvallasýsla, Reykjavík*, Sauðárkrókur*, Seyðisfjörður*, Siglufjörður*, Skagafjarðarsýsla, Snæfellsnes- og Hnappadalssýsla, Strandasýsla, Sudur-Múlasýsla, Suður-Þingeyjarsýsla, Vestmannaeyjar*, Vestur-Barðastrandarsýsla, Vestur-Húnavatnssýsla, Vestur-Ísafjarðarsýsla, Vestur-Skaftafellssýsla. 

## Participări în diferite organizații internaționale
Australia Group, BIS, CBSS, CE, EAPC, EBRD, ECE, EFTA, FAO, IAEA, IBRD, ICAO, ICCt, ICC, ICFTU, ICRM, IDA, IEA (observator), IFC, IFRCS, IHO, ILO, IMF, International Maritime Organization, Inmarsat, Intelsat, Interpol, IOC, ISO, ITU, NATO, NC, NEA, NIB, OECD, OPCW, OSCE, PCA, UN, UNCTAD, UNESCO, UNMIBH, UNMIK, UNU, UPU, WCO, WEU (membru asociat), WHO, WIPO, WMO, WTrO. 